# René Leitgen
René Leitgen (* 18. Oktober 1959 in Bonn) ist ein Brigadegeneral des  Heeres der Bundeswehr und Director Academic Plans, Policy and Engagement am NATO Defense College in Rom.

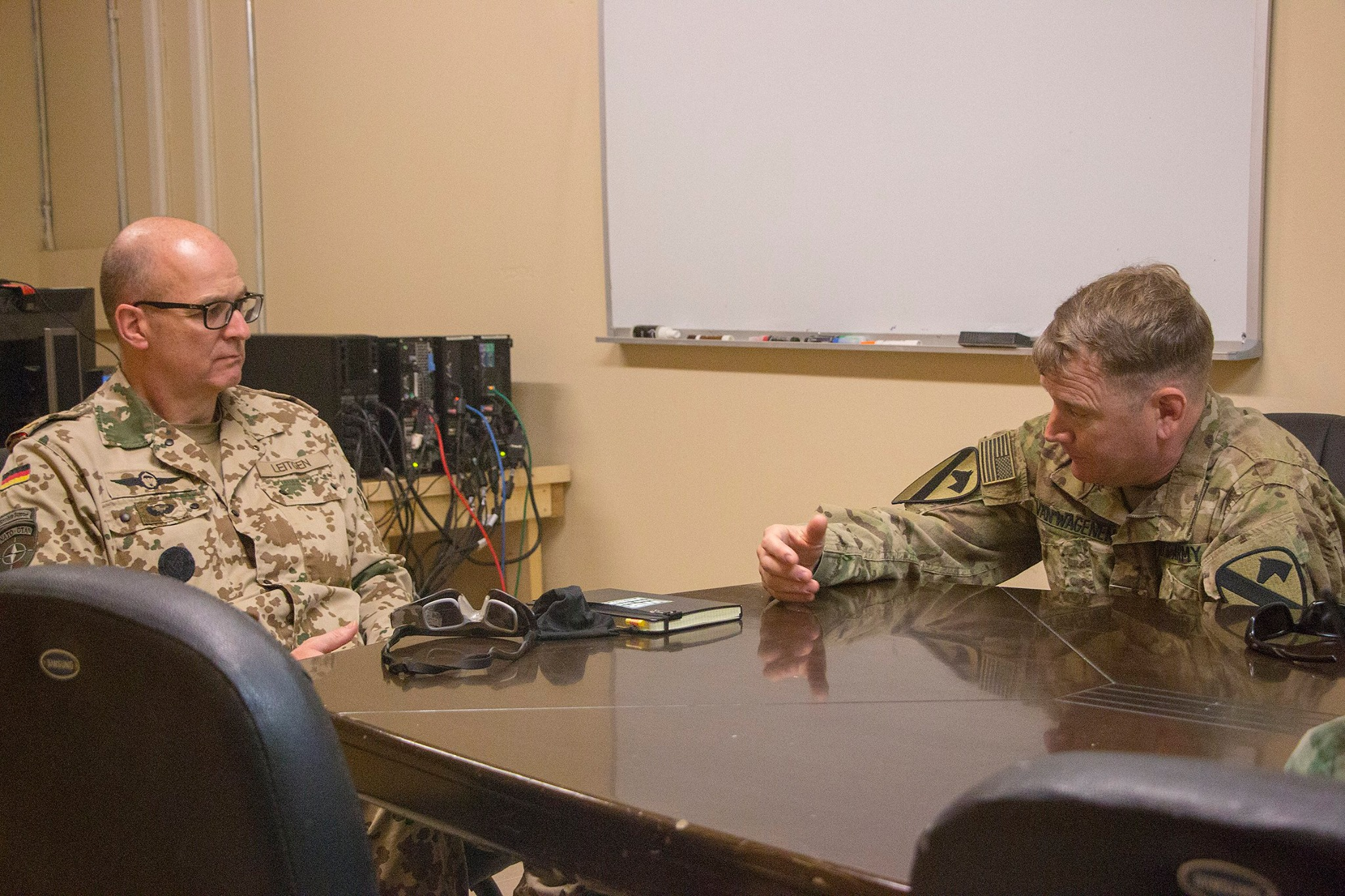
General René Leitgen in Afghanistan 2017

## Militärischer Werdegang

### Ausbildung und erste Jahre
Leitgen trat am 1. Juli 1978 bei der damaligen Raketenschule der Artillerie in Geilenkirchen als Offizieranwärter in die Truppengattung der Artillerietruppe (Bundeswehr) ein. Er durchlief zunächst die Ausbildung in der Raketenartillerie und absolvierte dabei auch den Artillery Officer Advanced Course des US-amerikanischen Heeres. Im Rahmen seiner Ausbildung studierte er außerdem von Oktober 1979 bis Oktober 1982 Pädagogik an der Universität der Bundeswehr Hamburg. Es folgten bis 1985 Verwendungen als Feuerleitoffizier, Zugführer und Fernmeldeoffizier im Raketenartilleriebataillon 72 in Wuppertal. Von 1986 bis 1989 war Leitgen Batteriechef der 2. Batterie des Raketenartilleriebataillons 12 in Nienburg/Weser. 1989 besuchte er den Artillery Officer Advanced Course an der Field Artillery School in Fort Sill, Oklahoma, Vereinigte Staaten.

### Verwendungen als Stabsoffizier
Leitgens absolvierte von 1990 bis 1992 den 33. Generalstabslehrgang Heer an der Führungsakademie der Bundeswehr in Hamburg, wo er zum Offizier im Generalstabsdienst ausgebildet wurde. Anschließend war er bis 1993 G3 der MAD-Gruppe VII in Potsdam, 1994 G3 des National Liaison Staf der Deutschen Delegation im Hauptquartier AFCENT und von 1995 bis 1996 Stabsoffizier Policy Division und EXO SECCOS, ebenfalls im Hauptquartier AFCENT. 1997 folgte der Wechsel als G3 zur Gebirgsjägerbrigade 23 in Bad Reichenhall. Während dieser Zeit wurde er als G2 der Deutsch-Französischen Gruppe SFOR in Sarajevo, Bosnien und Herzegowina eingesetzt. Von 2000 bis 2002 führte Leitgen das Raketenartilleriebataillon 132 in Sondershausen und hatte dabei eine Einsatzverwendung als Chef des Stabes des 4. Deutschen Einsatzkontingentes SFOR. und war danach bis 2004 SO1 Plans Joint Effects im Allied Command Europe Rapid Reaction Corps in Mönchengladbach. 2004 wurde er Referent im Planungsstab des Bundesministers der Verteidigung in Berlin und Stabsoffizier für Sonderaufgaben (Projektoffizier Ehrenmal der Bundeswehr). Von 2009 bis 2010 war Leitgen Leiter Einsatzgruppe Afghanistan und von 2010 bis 2011 Leiter Einsatzkoordinierung im Einsatzführungskommando der Bundeswehr in Schwielowsee bei Potsdam. 2012 wurde er Referatsleiter Pol II 1 im Bundesministerium der Verteidigung in Berlin und 2015 Veränderungsmanager des Heeres und Unterabteilungsleiter Zentrale Zielsteuerung im Kommando Heer in Strausberg. 

### Verwendungen als General
Ab Januar 2017 war Leitgen Abteilungsleiter Combined Joint Seven (CJ7) im HQ Resolute Support in Kabul und dabei verantwortlich für die Zusammenarbeit bei der Rekrutierung, Ausbildung, Führung und Weiterentwicklung der afghanischen Streitkräfte. Damit einher ging die Ernennung zum Brigadegeneral. Nach seiner Rückkehr im Februar 2018 übernahm er am 31. Mai 2018 den Dienstposten des Abteilungsleiters J3/5 im Einsatzführungskommandos der Bundeswehr von Brigadegeneral Ruprecht Horst von Butler. Im Juni 2022 wurde er Director Academic Plans, Policy and Engagement am NATO Defense College in Rom.

## Auszeichnungen
- NATO-Medaille
- Einsatzmedaille der Bundeswehr (UNPF)
- UN-Medaille (UNPROFOR)
- Ehrenkreuz der Bundeswehr in Gold
- Army Commendation Medal
- Legion of Merit (Officer)

## Privates
Leitgen ist verheiratet und hat einen Sohn.